# Мирза Абдулла Фарахани
Мирза Абдулла Фарахани (перс. میرزا عبدالله فراهانی‎; род. 1843, Шираз — 18 марта 1918, Тегеран) — персидский тарист.

## Биография
Мирза Абдулла сын Ага Али Акбар родился 12 октября 1843 года в Ширазе, в Иране.
Иранский музыкант, мастер игры на таре и сетаре, основатель системы обучения иранской классической музыке на основе идеи Радифа. Наиболее ранние известные нам радифы передали два мастера — Мирза Абдулла и Мирза Хусейн Кули (скончался в 1913).
Эти два брата, положившие всю жизнь на обучение своим радифам нового поколения музыкантов, передавали репертуар классической иранской музыки одновременно в монолитной и лаконичной форме, избрав для этой цели лишь определённые версии мелодий из множества распространённых исполнительских вариантов.
К сожалению, о жизненном и творческом пути Мирзы Абдуллаха известно немного. Достоверные источники информируют о том, что его отец Ага Али Акбар Фарахани, сын Шаха Валиоллаха, был придворным музыкантом Мохаммед-шах Каджара и Насреддин-шаха. Ещё при жизни он стал известным таристом, но не успел передать свои знания двум сыновьям: умер, когда те были ещё детьми.
Первоначально игре на таре и сетаре Мирзу Абдулла обучал его старший брат Мирза Хасан, а когда тот скончался, Ага Голам Хосейн, племянник Али-Акбара Фарахани, также знаменитый исполнитель на таре, взял детей дяди (Мирзу и Хосейнголи) на воспитание. Для того чтобы запомнить его репертуар, братья должны были слушать за дверью, как тот репетирует, и буквально «красть мелодии». Мирза Абдулла не только набирался у него знаний об иранской классической музыке, но и повышал своё исполнительское мастерство до тех пор, пока его не стали считать выдающимся таристом своего времени.
Мирза Абдулла был последователем веры бахаи, вёл переписку с Абдул-Баха.
Мирза Абдулла основал музыкальную школу и воспитал многих учеников. Прославленный музыкант приложил все усилия, чтобы сохранить национальную музыку Ирана; результатом можно считать то, что почти все современные исполнители находятся под его влиянием. Известно, что Абдолла организовал традиционный репертуар персидской классической музыки (радиф), используя различные источники. Некоторые мелодии он перенял от отца, другие от двоюродного брата, остальные от знатоков классического дестгяха.